# Neoman

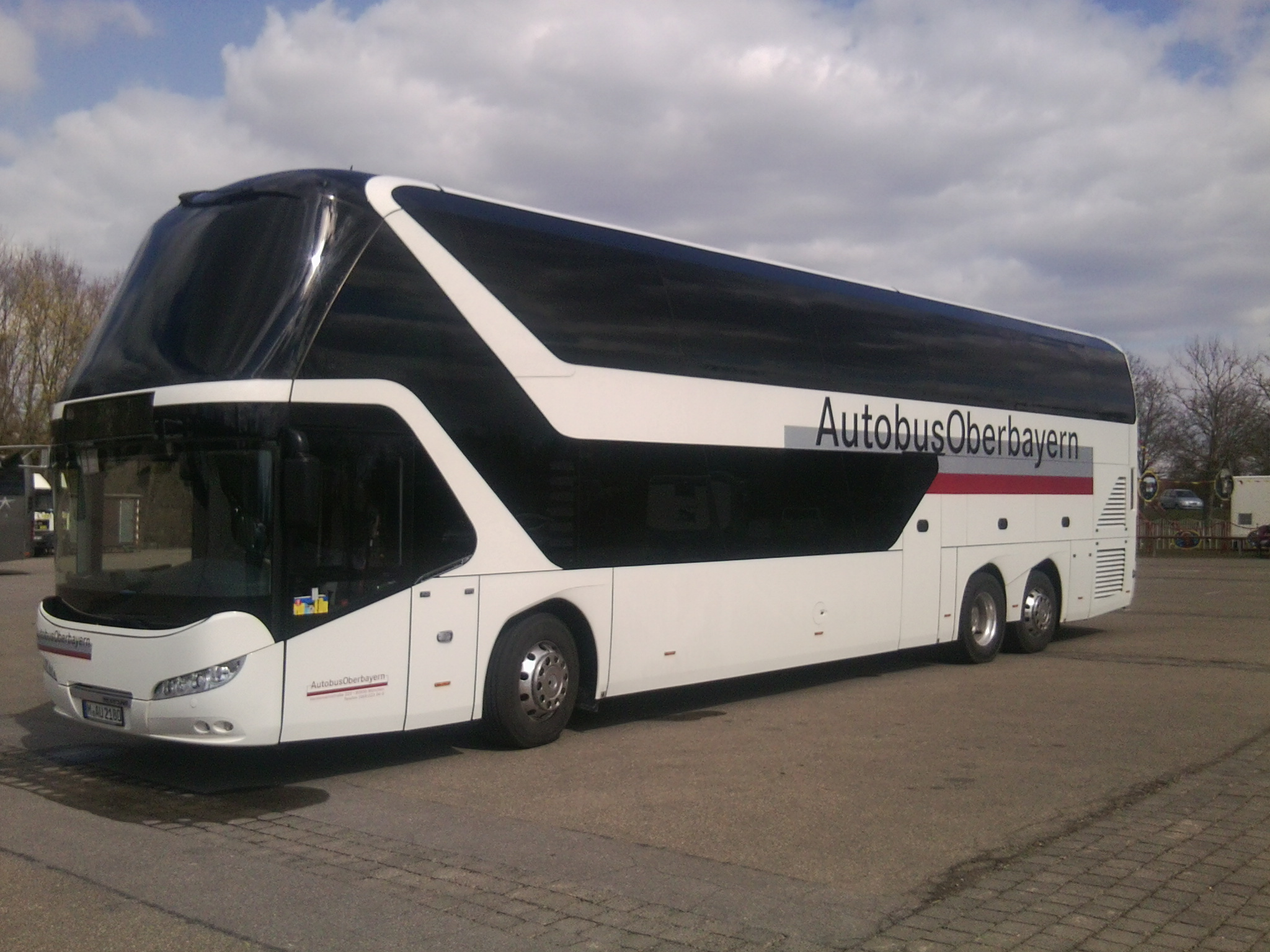
Neoplan-turistbuss

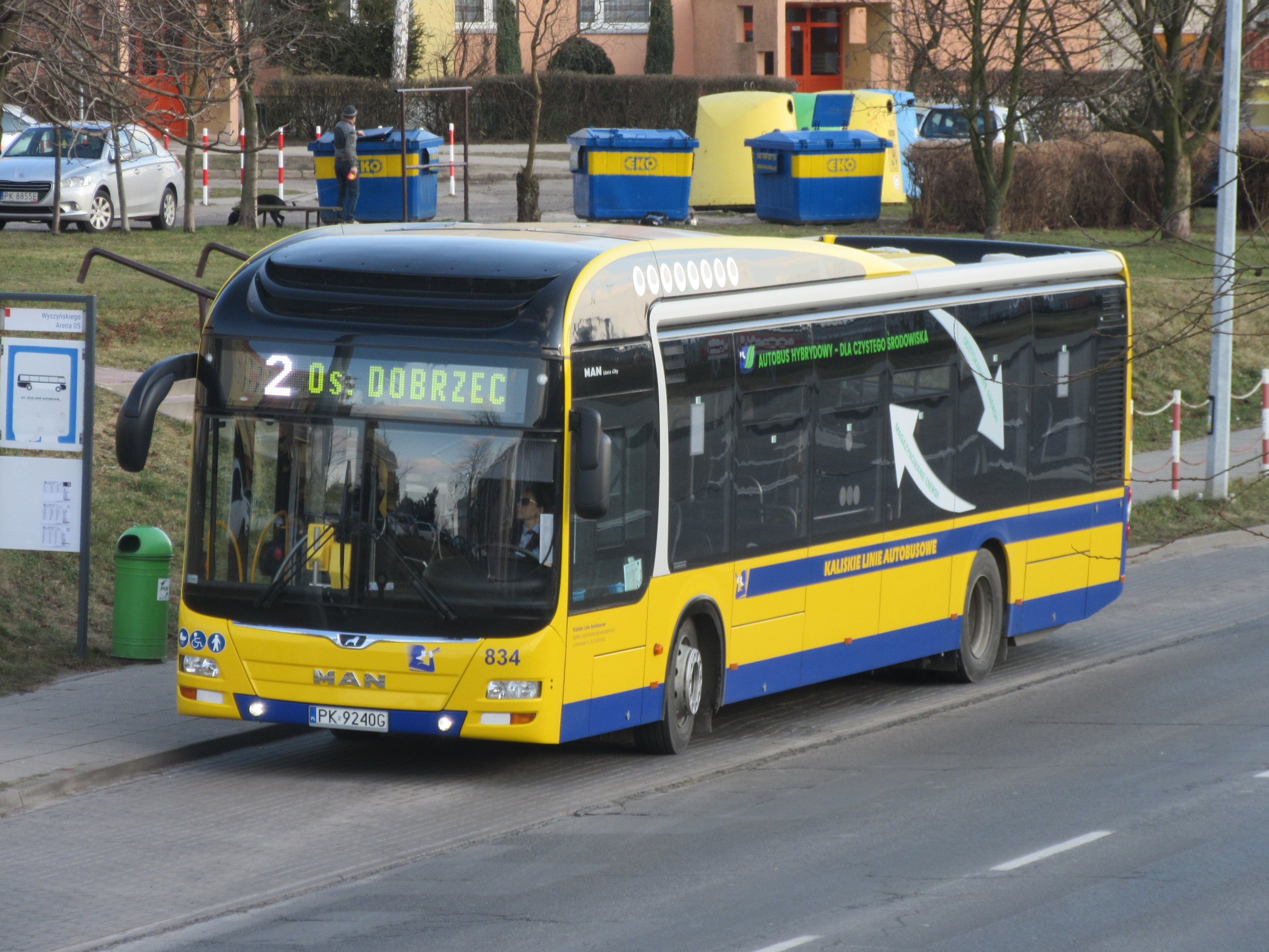
MAN Lion's City-hybridbuss

Neoman är ett dotterbolag till MAN Truck & Bus, som tillverkar bussar under varmärkena MAN och Neoplan. Bolaget bildades efter det att MAN Nutzfahrzeuge 2001 köpt Neoplan. Några år därefter blev de från början olika företagsprodukterna tekniskt i stort sett identiska.
Neoplan och MAN samarbetade under många år före sammanslagningen, men var separata företag, som delade teknik med varandra, såsom instrumentpaneler, motorer, växellådor och delar av karosser och elsystem.
MAN tillverkade från början bussar både i form av helbyggen och som busschassin för andra karosstillverkare, medan Neoplan tillverkade helbyggen och busskarosser på andra tillverkares chassin.
Neoplans bussar hade tidigare, förutom motorer från MAN, motorer från bland annat Mercedes-Benz, DAF och Cummins, men även – i mindre omfattning – från Scania och Volvo. MAN AG hade endast egna motorer i sina bussar och chassin.
Neoplan tillverkar sedan 2009 endast turistbussar och trådbussar, medan MAN främst tillverkar stadsbussar och enklare långfärdsbussar.